# 拉努阿

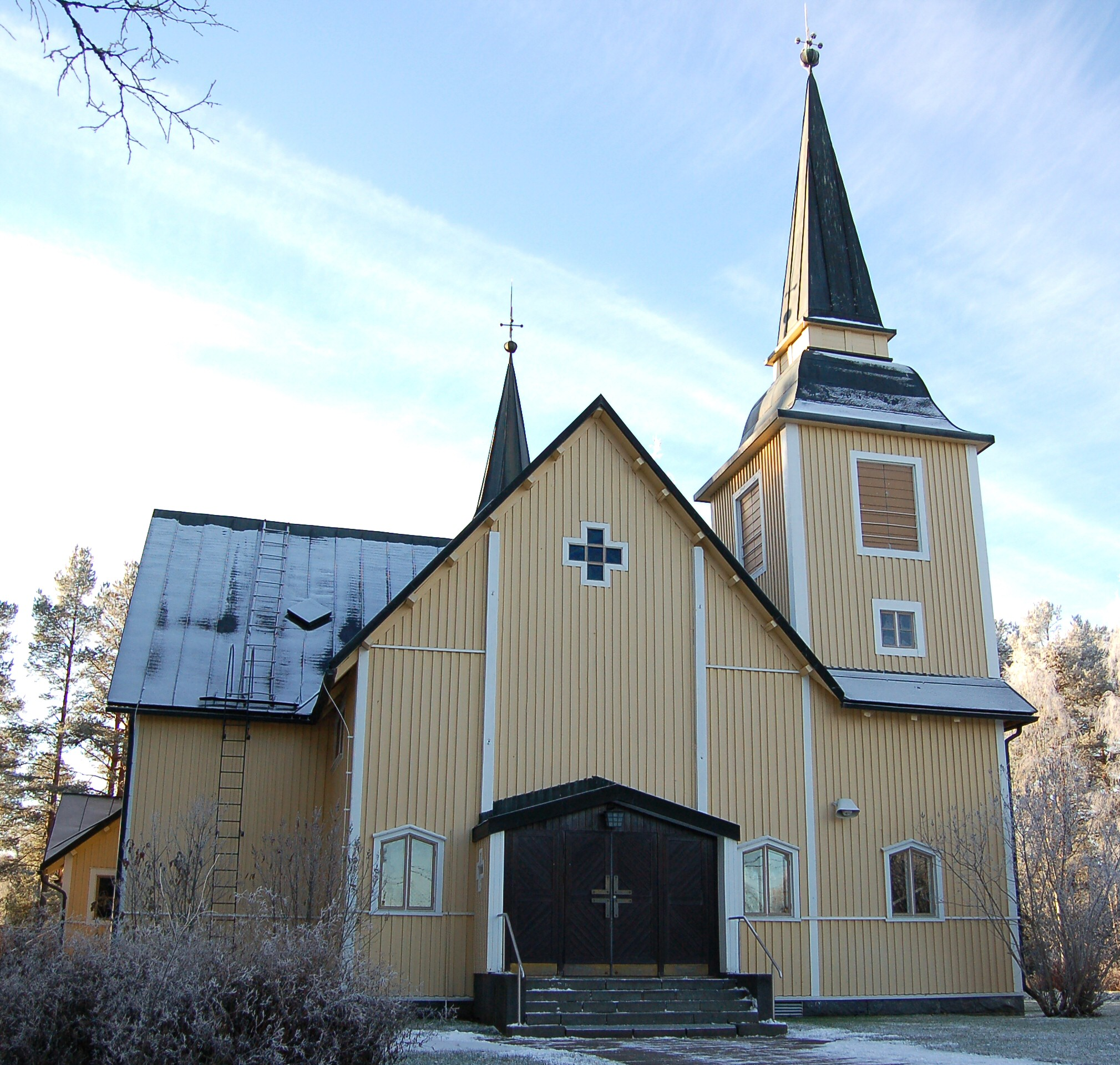
拉努阿教堂

拉努阿（芬蘭語：Ranua）是芬蘭的市镇，位於該國北部，在拉普蘭區内轄，距離羅瓦涅米82公里，始建於1917年，面積3,695平方公里，2016年10月底人口数量为4,717，人口密度為每平方公里1.16人。

## 外部連結
- 拉努阿市镇官方网站 （页面存档备份，存于） （文）